# Hôtel de l'Arbalète (Tours)
L'hôtel de l'Arbalète est un hôtel particulier situé à Tours dans le Vieux-Tours.

## Localisation
L'hôtel est situé au 5 rue de l'Arbalète, à Tours.

## Historique
Sa construction remonte à la fin du XVe siècle ou du début du XVIe siècle. 
L'hôtel dépendait du fief de la trésorerie de Saint-Martin.
Il est composé de trois corps de bâtiments qui appartenaient à la veuve Turquantin, à Gilles Chateignier et  M. de Grandmaison en 1700.
En face de l'hôtel se trouvait une auberge à l'enseigne de l'Arbalète (1749), qui a donné son nom à la rue.
Le monument fait l’objet d’une inscription au titre des monuments historiques depuis 1948.

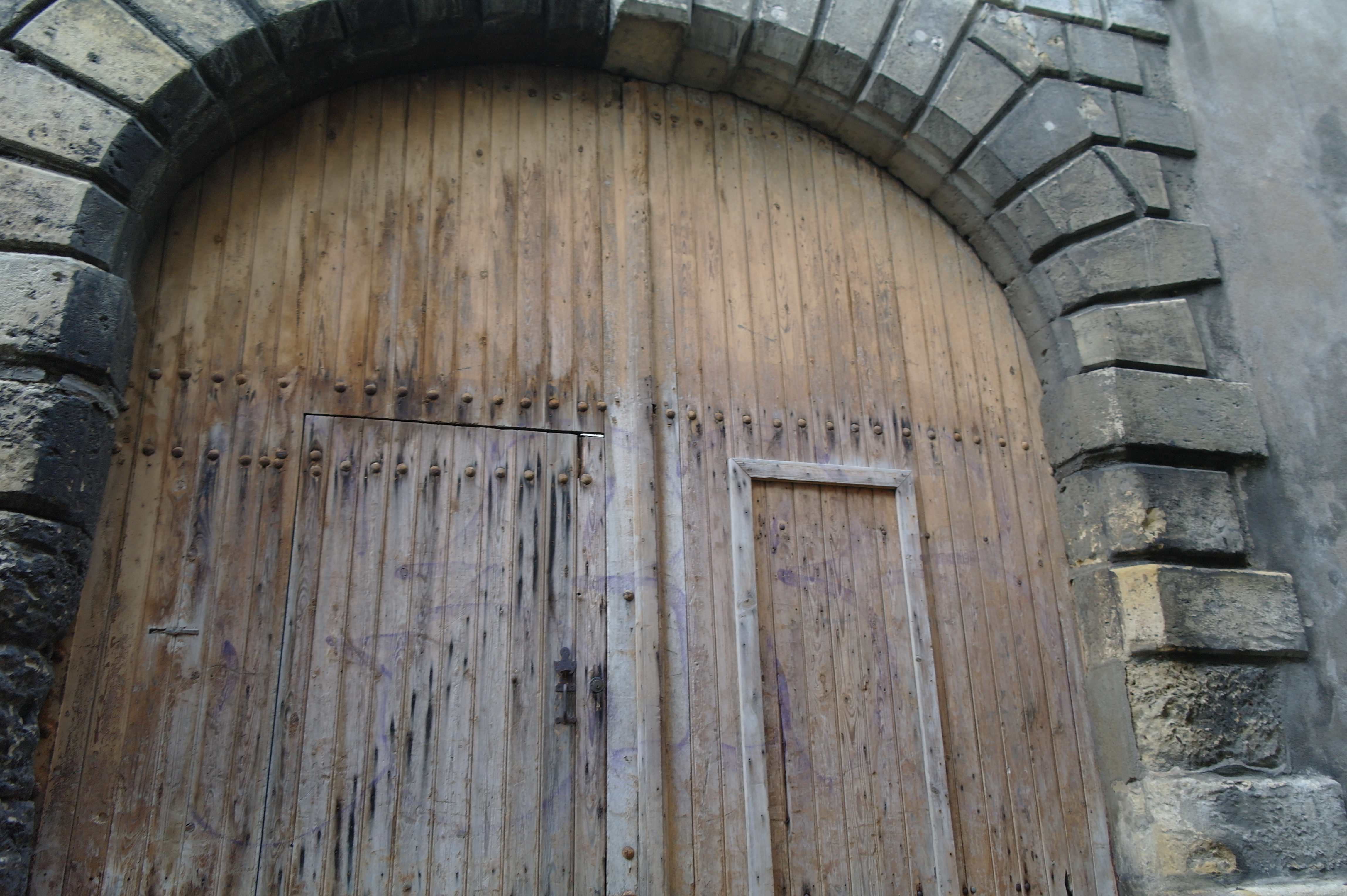
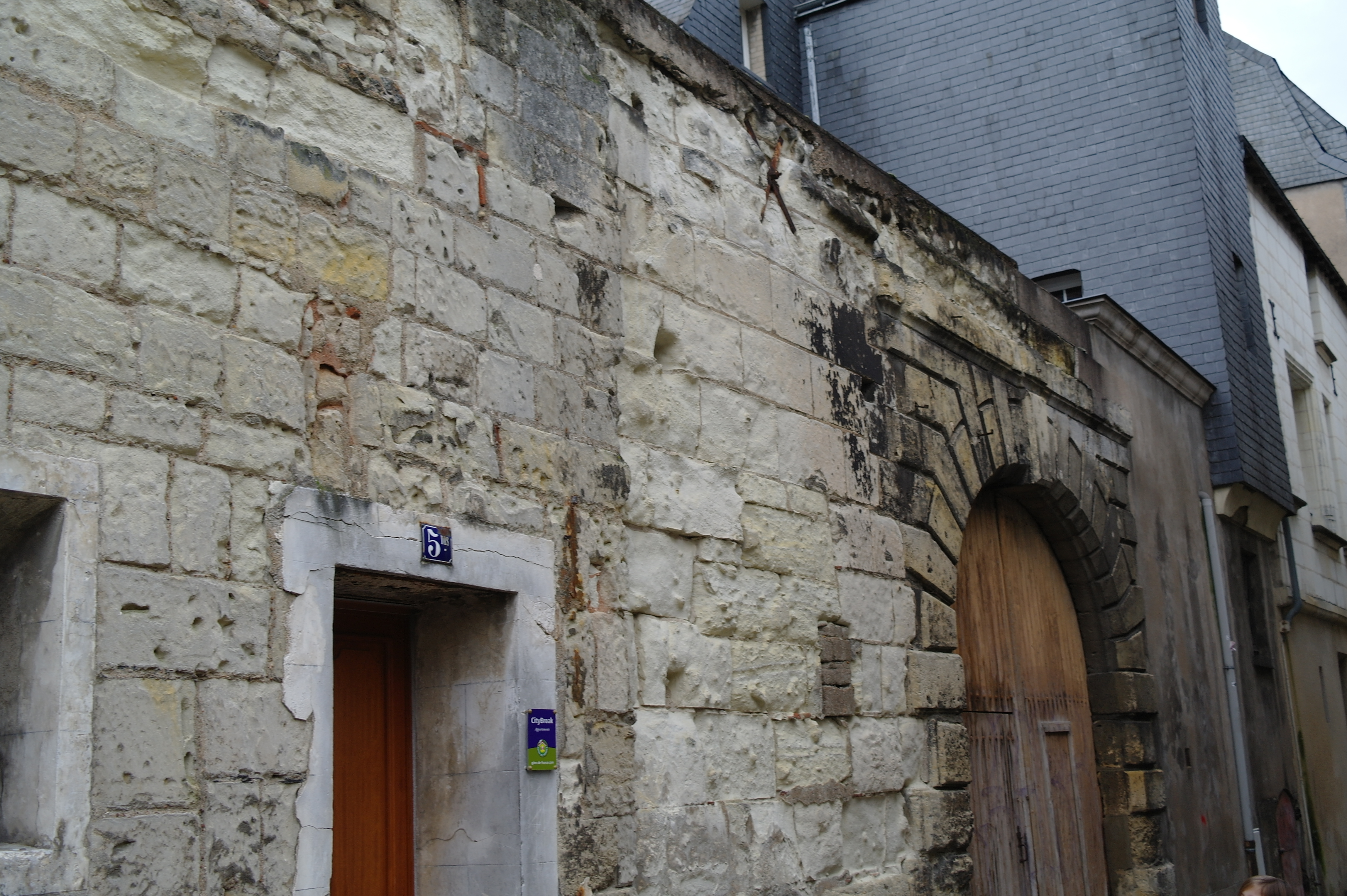
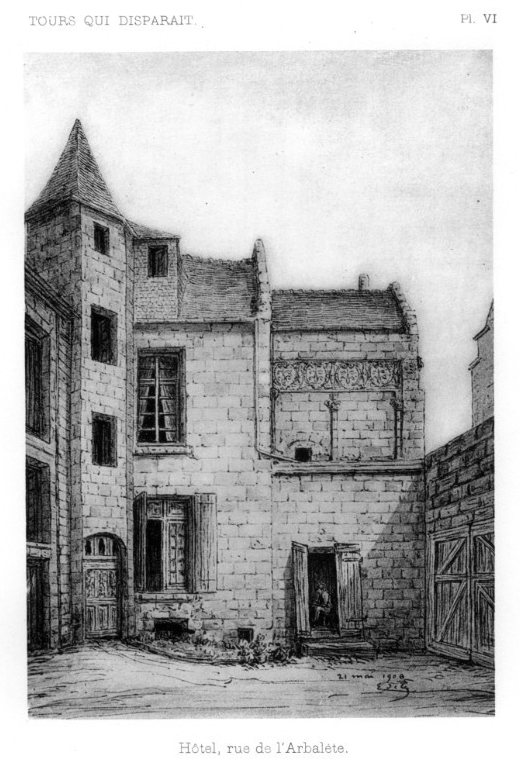